# 张茂华
张茂华（1963年1月—），男，汉族，河北沧州人，中华人民共和国政治人物。现任中华全国总工会书记处书记、党组成员，组织部部长。第十三、十四届全国政协委员。